# Phorocerosoma cilipes
Phorocerosoma cilipes är en tvåvingeart som först beskrevs av Macquart 1847.  Phorocerosoma cilipes ingår i släktet Phorocerosoma och familjen parasitflugor. Inga underarter finns listade i Catalogue of Life.